# Among the Irish Fisher Folk
Among the Irish Fisher Folk er en amerikansk stumfilm fra 1911 af Sidney Olcott.